# 장덕환
장덕환(1948년 1월 29일 ~)은 미국 텍사스주 달라스에 거주하는 재미동포이다. 달라스 한인 장애인 체육회 회장직을 맡고 있다.

## 수상내역
1992년 대한민국 대통령 표창(사회봉사부문)
2016년 민주평화통일자문회의 의장상(대통령상) 표창 보관됨 2021-09-09 - 웨이백 머신

## 주요경력
1984-1994 한인기독봉사회 후원회장
1985-1995 한인노인회원 월례회 픽업 책임자
1987-1988 달라스한인볼링협회 초대회장
1989-1991 달라스한인회 제19대-제20대 한인회장
1991-1992 미주한인총연합회 상임이사 및 선관위원장
1991-1993 미주중남부한인연합회 이사 및 임원
1993 세계한민족지도자대회 운영위원
1994-1995 달라스한인볼링협회 회장
1996-1997 달라스한국노인회 후원회장
1997-1998 달라스한인상공회의소 이사장
1999-2000 달라스한인회 이사장
2001-2008 달라스한인볼링협회 회장, 달라스 한글학교 이사
2009-2015 달라스한인상공회의소 이사
2012-2017 달라스한인체육회 제13대, 14대, 15대 회장
2017 제19회 달라스미주체전 조직위원장
2019-현재 달라스한인장애인체육회 회장
2000-2017 대한민국 전국체전 미주 볼링대표(10회 참가, 다수 메달 획득)
2000-2017 제5기, 제15기-제17기 민주평화통일자문회의 달라스협외희 자문위원

2020-현재 달라스 한인장애인체육회 회장

### 달라스 한인 기독봉사회 후원회장
장덕환은 달라스 한인 동포들과 초기 한인 이민자들을 돕기 위해 1984년 달라스에 한인 기독 봉사회를 설립했고 1984년부터 1994년까지 10년간 후원회장을 맡아 재정을 지원했다.
1) 영어에 어려움을 겪는 사람을 위해 10년간 병원을 함께 가는 의료봉사, 법정통역, 민원 봉사 등 사회봉사를 실천했다.
2) 10년간 직업 알선, 구인 담당, 직업 기술교육, 컴퓨터 교실 운영 등 직업보도 부분의 봉사를 했다.
3) 10년간 미국 거주 임시체류중이거나 노동 허가서 받은 사면자를 돕기 위해 한미 언어원 운영으로 영어반을 개설, 수많은 한인들의 체류신분 유지에 도움을 주었다.
4) 1987년에서 88년에 걸쳐 달라스 한인들을 위해 결핵퇴치 운동을 벌여 큰 성과를 거두었다.
5) 구제사업으로 두 다리를 절단하고 힘겹게 사는 최종열 씨에게 지속적인 후원금을 보내 자립할 수 있도록 도움을 주었다.
6) 질병으로 고통받는 나정기 목사의 두 자녀 돕기 운동을 벌여 수술비를 마련해 두 생명을 살려냈다.
7) 남편도 없이 우울증으로 고통받으며 생계가 막막한 전 여인에게 성금을 마련해 치료의 기회를 마련해주었다.
8) '사랑의 집' 운영 : 가정 폭력과 학대, 오갈 곳 없는 여성들을 보호하기 위한 임시 안식처로 '사랑의 집'을 비공개적으로 운영했고 철저한 보안 속에서 실제로 많은 한인여성들이 혜택을 받았다.
9) 사랑의 쌀 나누기 운동 : 생활고로 어려움을 겪는 불우 이웃들에게 사랑의 쌀 나누기 운동을 지속적으로 벌여 쌀과 라면 등 생필품을 꾸준히 공급해주었다.
10) 한인사회와 왕래없이 외롭게 지내고 있는 한미 가족들을 위한 친선 파티를 열어 고국에 대한 문화와 향수에 젖는 계기를 지속적으로 만들어 주었고 동포사회와 소통의 창구가 되었다.
11) 미국의 교육제도에 대한 자세한 정보가 없는 한인 가정의 자녀를 위해 자녀 진로 세미나를 개최해 자녀교육의 길잡이 역할로 향후 진로에 대한 큰 도움을 주었다.
12) 메도우 재단 공식 지원금 수령 : 오랜 사회봉사를 인정받아 장덕환은 미 주류 메도우 재단으로부터 연간 3만 980불을 지원받았다. 매년 지급되는 지원금올 인해 장덕환은 더 다양한 봉사를 하게 되었다.
13) 닭공장 방문 위로 및 지원 : 아칸소 닭공장의 열악한 취업환경에서 영주권 받을 때까지 고된 노동을 감내하는 한인 노동자들을 정기적으로 방문해 재정적으로 지원을 아끼지 않았다. 또한 그는 병아리 감별사들의 가족 방문 비용을 모두 지원했다.
14) 장학금 지급 : 불우한 가정에서 어려움을 겪으며 살고 있는 우수한 학생들에게 새로운 용기와 희망을 주고, 조국을 잊지 않게 하여 동포사회 발전의 기틀을 다지기 위해 1988년부터 장학금을 지급했다. 불우 청소년들에게 연간 1만2천불씩 해마다 지급했다.
15) 기독봉사 회보 발행 : 1984년부터 장덕환은 기독봉사 회보를 발행했다. 일간지가 전문했던 시절, 동포사회 소식을 전하는 등불 소식지 역할을 하게 했다. 개인 사비를 들여가며 돈이 많이 드는 신문을 발간한 것은 이민자들의 답답한 현실을 배려한 것이다.

### 달라스 한인 볼링협회 설립보관됨2021-09-09 -웨이백 머신
1987년 장덕환은 건전한 스포츠를 통해 동포들의 화합, 단결, 체력 증진을 목표로 달라스 한인 볼링협회를 설립했고 초대회장을 맡아 볼링대회의 모든 재정을 지원했다.
볼링협회가 침체할 때마다 회장을 맡아 총 4번의 회장을 역임했다. 주변에 많은 볼링인을 양성하여 아시안 볼링대회, 한국 전국체전에 해마다 출전시켜 우수한 성적을 거두었다. 장덕환이 시작했던 이 일은 한인 체력 증진, 친목과 단합, 소속감, 끈끈한 유대관계를 유지하며 34년째 왕성하게 이어지고 있다.

### 제19대, 제20대 달라스 한인회장 역임
1) 영어 수학 경시대회 개최(1989년-현재) : 1989년 장덕환은 달라스 한인 재미과학기술자협회를 통해 제1회 대회에 100% 자금을 지원했고, 제2회 대회는 50% 자금을 지원했고, 제3회 대회는 25% 자금을 지원했으며 점차 독립할 수 있게 했다. 제3회 대회부터는 영어 수학경시대회로 확대되어 현재까지 이어지고 있다. 건전한 경쟁을 통해 실력을 향상시키고 한인 정체성 확립 및 참여의식 고취 등의 성과를 거두며 학생 실력가늠의 잣대가 되고 있다.
2) 소련 타쉬켄트시에 한글학교 3곳 설립(1991년) : 장덕환은 1991년 소련 타쉬켄트시 고려인협회와 자매결연을 맺고 직접 소련 타쉬켄트를 방문해 한글학교를 고대하던 고려인들을 위해 한글학교 3곳을 설립했다.타자기, 복사기 등 모든 기자재를 제공하고 한글학교에 필요한 모든 재정을 지원해주었다. 소련의 한인동포들에게 한글교육의 기회를 제공하고 지속적인 후원으로 한민족의 뿌리를 이어가는 가교역할을 했다.
3) 달라스 한글학교 후원 : 장덕환은 1984년부터 한글학교 이사를 역임하며 자금으로 꾸준히 지원해오고 있다. 달라스 각 구역별 한글학교와 교회별 한글학교를 참가시켜 '우리말 노래대회'를 개최했다.
4) 1988년 장덕환은 베일에 가려 있던 중국 동포들의 문화를 달라스 한인들에게 소개하기 위해 '연변 흑룡강 예술단'을 초청하여 달라스 공연을 성황리에 마쳤다. 다른 문화 속에 사는 한민족의 동포들은 서로 반갑고 감격하며 한 뿌리임을 깊이 느낄 수 있었다.
5) 1991년 장덕환은 한국이 낳은 세계적인 피아니스트 백건우를 초청하여 피아노 독주회를 열었다. 한국문화의 불모지에서 삶에 지친 이민자들에게 수준높고 감미로운 선율을 선사했다.
6) 한인 청소년 건전파티 개최 : 장덕환은 1991년 한인 청소년들이 한국인으로서의 정체성 확립, 자부심 고취, 건전한 정신소양을 가질 수 있도록 청소년 건전파티를 개최했다. 자연스럽게 한인들의 네트워크를 형성할 수 있는 기회가 됐고, 청소년들과 부모 모두로부터 큰 호응을 이끌어 낼 수 있는 기회가 됐다.
7) 한인회장이면서 미주체전 선수단 단장으로 참여 : 장덕환은 1989년 당시 한인회장이면서 제5회 라스베가스 미주체전에 달라스 선수단 단장과 후원회장을 맡아 선수단을 이끌고 참석했다. 비행기를 전세내어 달라스 선수단, 응원단, 임원 등 150명을 이끌고 참가했으며 응원상을 수상했다. 달라스 동포들의 화합과 단결을 대내외에 알리는 좋은 기회가 되었고, 달라스 한인들의 사기 진작에 큰 효과가 있었다. 종합 6위의 성적을 거두었다.
8) 한인회보 발행 : 장덕환은 1989년부터 1991년까지 3년간 한인회장 재임시 달라스 한인들의 소식지 '한인회보'를 발간했다. 본인이 사비를 들여 발간했던 신문은 당시 한인사회를 돌아볼 수 있는 귀한 사료로 남아있다.

### 달라스 한국노인회 후원회장
1) 자원봉사자로 10년간 노인 픽업 실시 : 운전을 못해 매월 열리는 노인회 월례회에 참석 못하는 노인들을 위해 장덕환은 하루 2번 픽업을 해주는 자원봉사를 모집했고, 그 또한 픽업 봉사를 했다. 본인의 일을 뒤로 하고, 10년 동안을 달라스 노인들을 위해 꾸준히 교통편의를 봐준 결과 노인들은 노후를 외롭지 않게 친구들을 만나며 삶을 즐길 수 있었다.
2) 1박 2일 효도관광 실천(1996년) : 소외되고 외로운 채로 항상 집에 머무르는 노인에게 집에 떠나 바람이라도 쐴 수 있게 장덕환은 달라스에서 자동차로 5시간 걸리는 텍사스 샌안토니로 버스를 대절해 1박 2일 경로관광을 보내드렸다.
3) 경로잔치 선물 : 장덕환은 1996년과 1997년에 푸짐한 선물과 음식을 장만해 달라스 노인들을 위로하는 경로잔치를 열었다. 장덕환은 해마다 경로잔치를 열어 주었다.
4) 노인회 기금 마련 행사 개최 : 장덕환은 1997년 노인회 기금을 마련해 주고자 연극 '특별 청문회'를 공연했다. 한국 정상의 배우들이 열연한 연극은 이민생활에 잊지버렸던 문화적 향수를 달래주었고, 우리 민족 고유의 미풍양식인 경로사상을 고취시키며 성황리에 마쳤고, 공연 수익금 7200달러를 노인회에 전달했다.
5) 시민권 신청 대행 업무 : 노인들의 시민권 대비 영어강좌 실시, 시민권 신청을 대행했다. 정부 보조금 수혜와 노인들의 시민권 취득을 위한 전문가 채용, 시민권 시험 대비 강의 실시, 시민권 신청 대행으로 노인들에게 큰 도움을 주었다.
6) 달라스 한인 노인회관 보수공사 협조 : 1997년 노인회 숙원사업이었던 노인회관의 보수공사를 위해 장덕환은 후원금으로 적극 협조해 회관을 완공하였고, 후에 여러 단체에서 함께 회관을 사용하기도 했다.

### 3-5. 달라스 한인체육회 회장[깨진 링크(과거 내용 찾기)]
1) 2014년 월드컵 평가전 참석 : 2014년 1월 달라스에서 자동차로 5시간 거리에 있는 샌안토니오에 있는 알라모 구장에서 한국 대 멕시코 월드컵 평가전이 열렸다. 장덕환은 1천명이 넘는 원정 응원단을 이끌고 참석하여 멋진 응원전으로 타국에서 경기하는 우리나라 선수들에게 아낌없는 용기와 격려를 보냈다.
2) 2014년 브라질 월드컵 한국전 응원전 참석 : 2014년 6월 한국 대 러시아, 한국 대 알제리, 한국 대 벨기에의 세번에 걸친 경기에 거리 응원을 기획하였다. 장덕환은 안전하고 넓은 장소, 청원경찰까지 배치하여 2000명이 넘는 한인단체 응원전을 하였다. 또한 음료와 다과, 한국어 중계 등 철저한 준비로 많은 호응을 얻었다. 한마음의 응원을 통해 한민족의 단합성을 과시하였고 응원전을 통해 한인사회의 커다란 화합과 연대가 형성되었다.
3) 2014년 추신수 선수 팬사인회 : 2014년 야구선수 추신수는 텍사스 레인저스 구단으로 이적했다. 장덕환은 어린이들과 장애우들에게 꿈과 희망을 주고 싶어 추신수와 달라스 한인들의 만난 팬 사인회를 개최했다. 자녀들을 동반하고 구름떼처럼 모여든 참석자들 중에서 우선 장애우와 어린이들을 우선으로 행사가 진행되었다.
4) 2013년 제17회 캔사스 시티 미주체전 참가 : 장덕환은 달라스 한인체육회장을 맡은 후 처음으로 캔사스 시티 미주체전에 참가했다. 110명이 참가하여 종합 7위라는 성적을 거두었다.
5) 2015년 제18회 워싱턴 DC 미주체전 참가 : 장덕환은 2015년 워싱턴 DC 미주체전을 위해 참가 선수들의 연령을 낮추고 미래 대비 꿈나무 육성 프로젝트를 실시했다. 총 187명이 참가하여 종합 2위의 놀라운 성과를 낳았다.
6) 2017년 제19회 달라스 미주체전 참가 보관됨 2021-09-09 - 웨이백 머신 : 미국 전역에서 3천명의 선수가 참가하는 미주체전 역사상 가장 큰 규모의 달라스 미주체전에서 장덕환이 이끄는 달라스 선수단은 17개 종목에 453명의 선수가 참가해 종합 1위를 하였다. 생활체육을 강조하고 어린 꿈나무 선수들을 발굴, 육성하여 성실하게 2년간 선수들을 키워낸 장덕환의 지도력이 적중한 셈이다.

### 2017년 달라스 미주체전 조직위원장
장덕환은 달라스 미주체전 유치를 성공하자마자 철저하게 2년간의 미주체전 준비를 했다. 그는 건강한 한인사회를 배경으로 생활체육을 기획하고 인간관계의 촘촘한 그물망을 헌신과 봉사라는 내용으로 엮어 나갔다.
달라스와 외부참석인사 5000명을 체전기간내내 불편없이 1주일동안 최고의 예우를 했고 총 30만불이 소요된 메머드급 이벤트에서 최고의 성공적인 대회라는 찬사를 받았다. 그는 체전사상 최초로 흑자운영으로 달라스 동포사회의 저력을 보여주었고 달라스의 위상을 높였다.

### 달라스 한인 장애인 체육회장
장덕환은 2019년 하고 싶어도 일반 체육대회 참가를 할 수 없었던 장애인들을 위해 달라스 한인 장애인 체육회를 설립했고 현재 초대회장을 맡고 있다. 화합하는 달라스 한인사회를 위해 장애인들을 함께 참여시키는 체육행사 장애인 가족들까지 적극적으로 동참하여 기대와 설렘으로 가득차 있다.
제1회 전 미주장애인 체육대회와 달라스 장애인 체육대회가 코로나 19로 인해 전격 취소됨에 따라 장덕환은 준비했던 예산으로 1600장의 마스크를 구입해 총 50명의 장애인들과 한국 식품점 직원들과 한인은행에 배포했다.
1. ↑  “개최지 달라스, 2017 미주체전 우승 노린다”. 2017년 6월 2일. 2021년 9월 8일에 확인함.